# Serviès de Danha
|  | Per a altres significats, vegeu «Serviès (Tarn)». |

Serviès (oficialment Serviès-en-Val) és un municipi francès del departament de l'Aude (regió d'Occitània).